# Convento de San Marcos (León)
El convento de San Marcos es una de las grandes joyas de la arquitectura de la ciudad española de León junto con la catedral, la basílica de San Isidoro y la Casa Botines. Se encuentra hoy convertido en parador de turismo de España, además de iglesia consagrada y anexo monumental del Museo de León, siendo uno de los monumentos más importantes del Renacimiento español.

## Historia

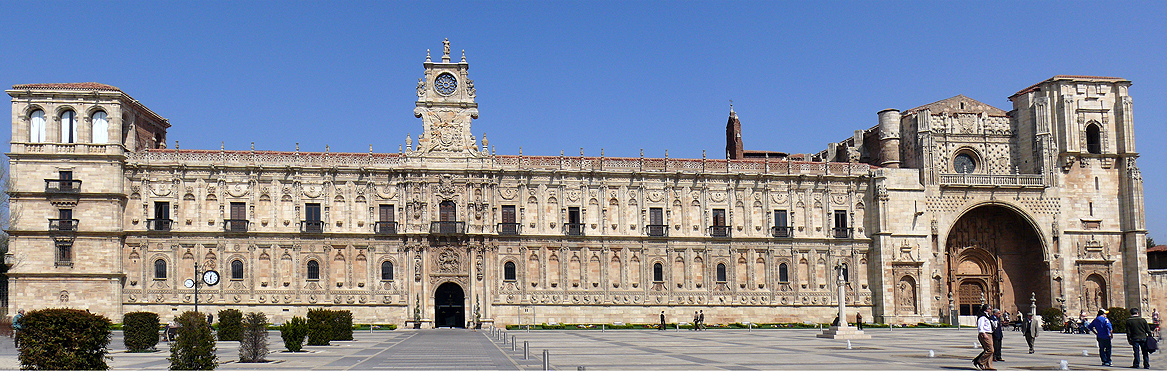
Fachada principal de San Marcos de León, desde la plaza.

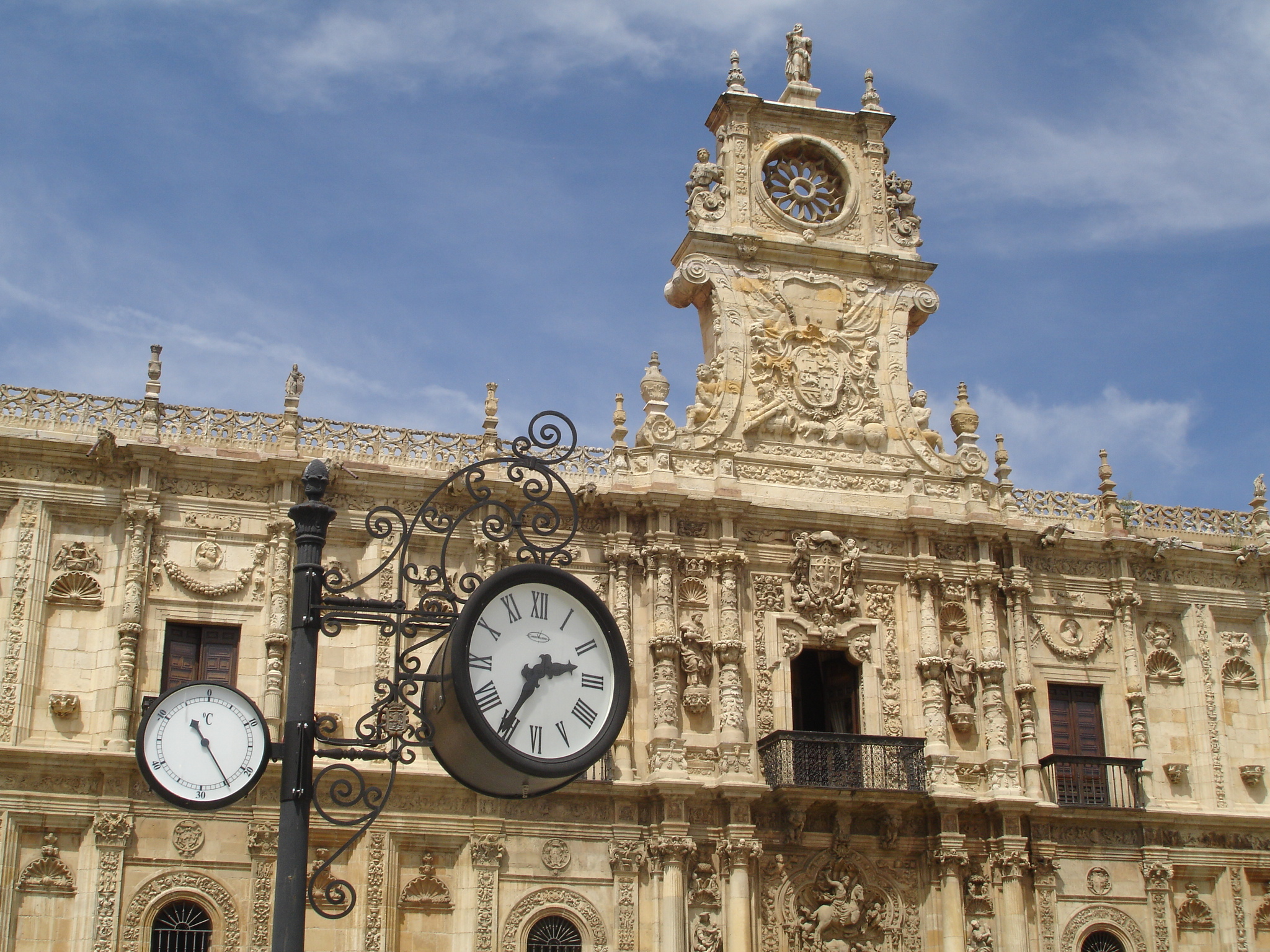
Detalle de la fachada.

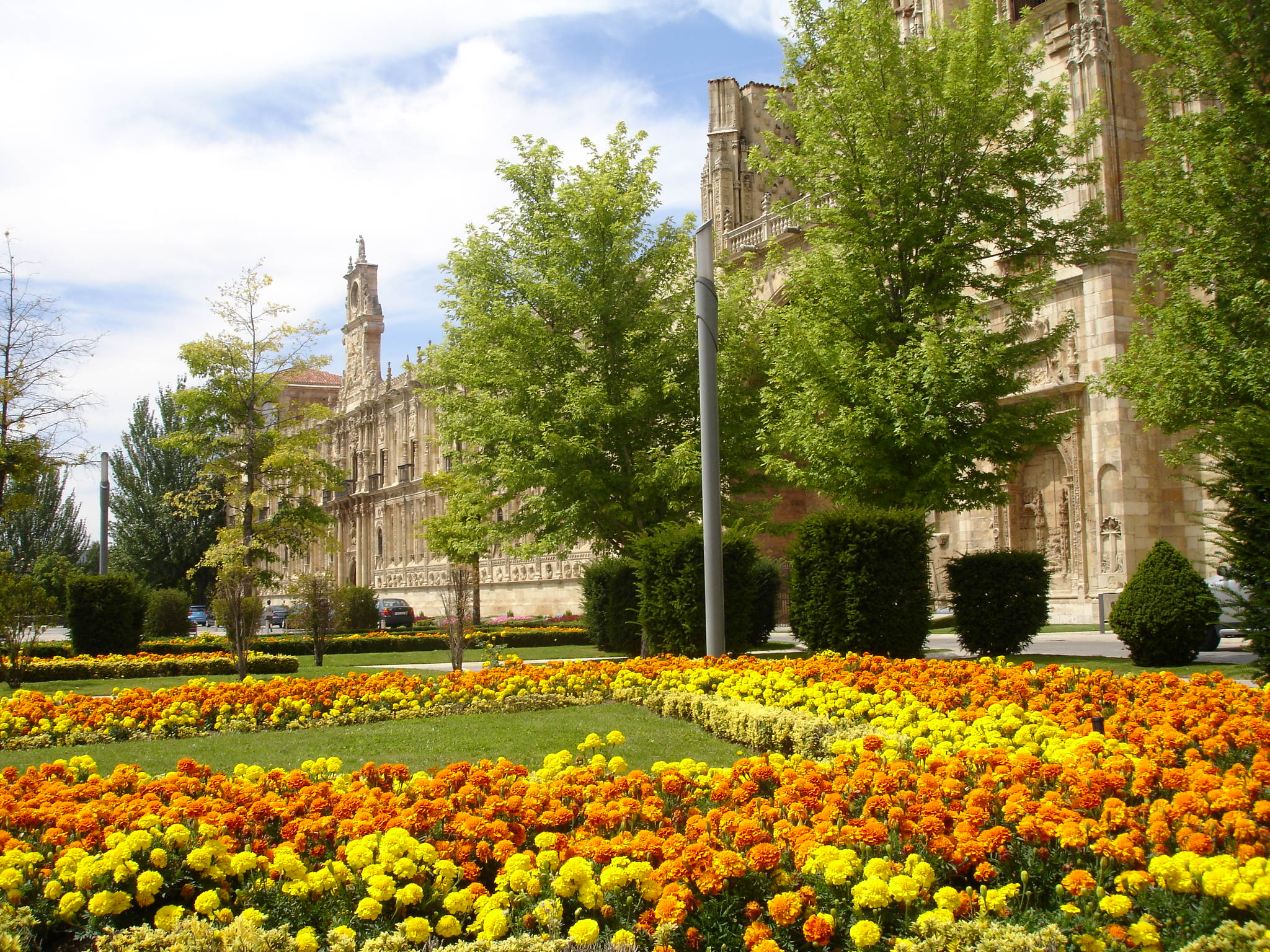
Vista desde los jardines de la plaza de San Marcos.

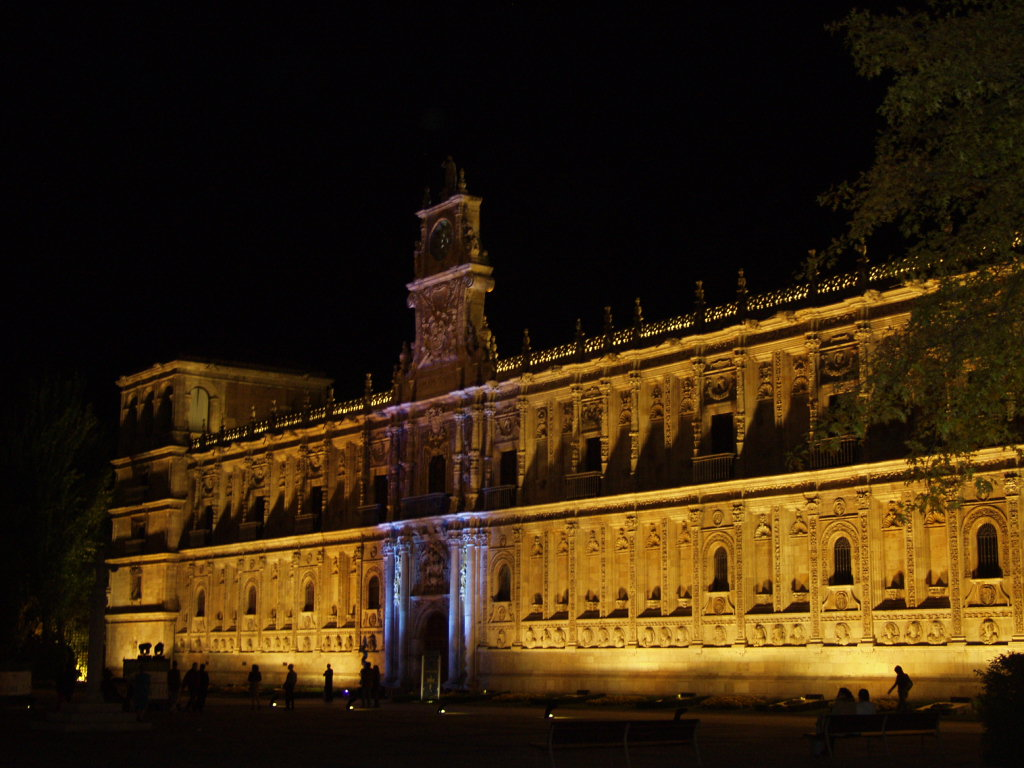
Vista nocturna.

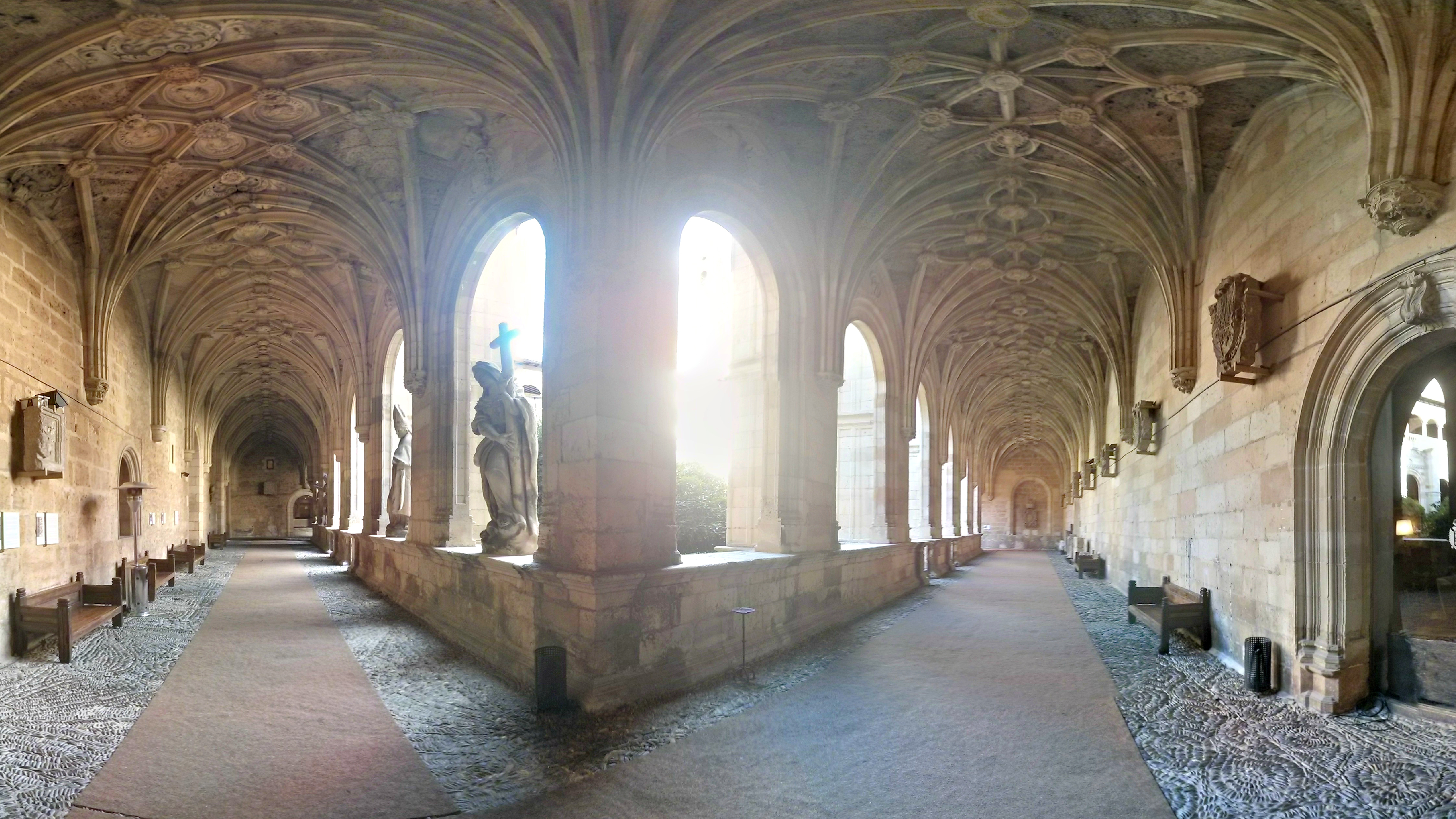
Fotomontaje panorámico de la galería del claustro.

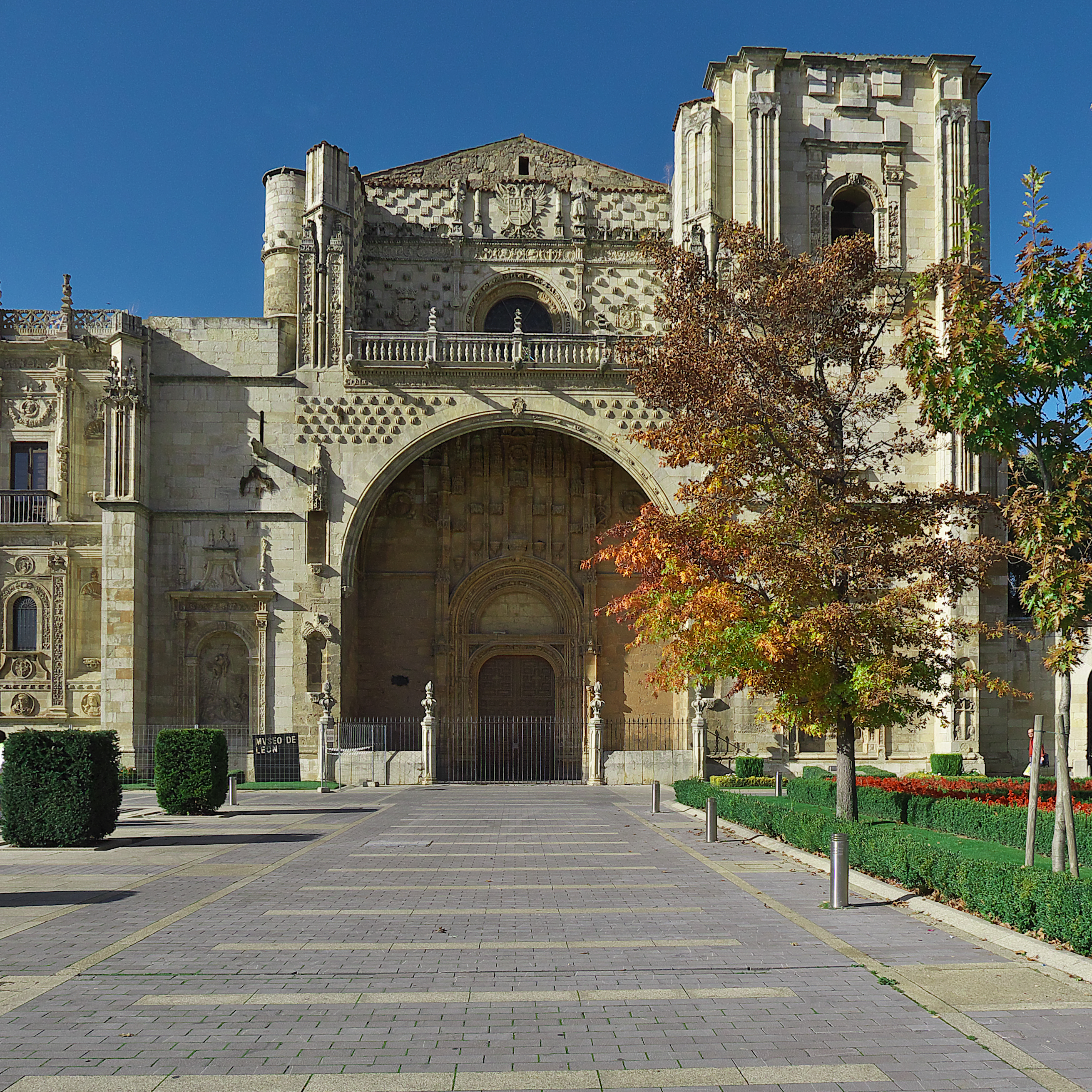
Portada de la iglesia.

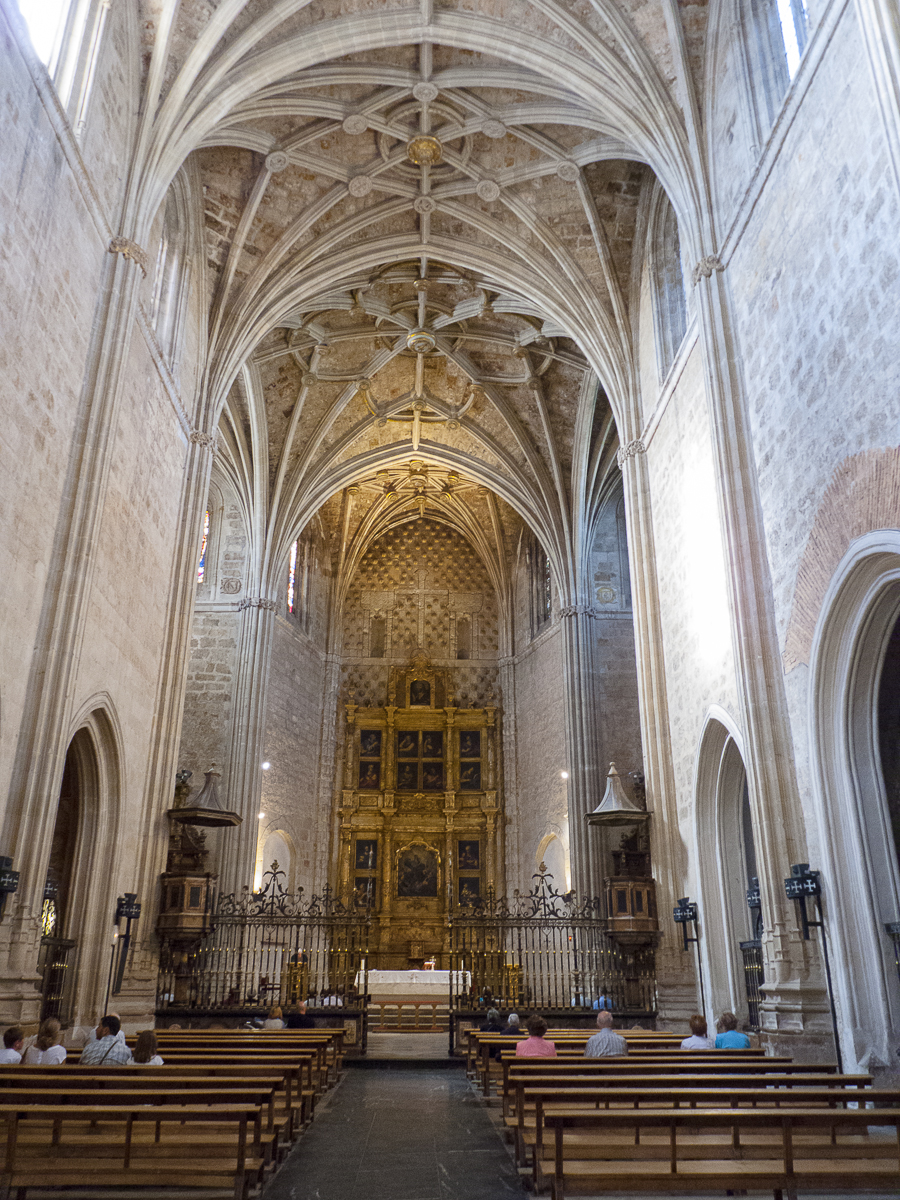
Interior de la iglesia del Convento de San Marcos.

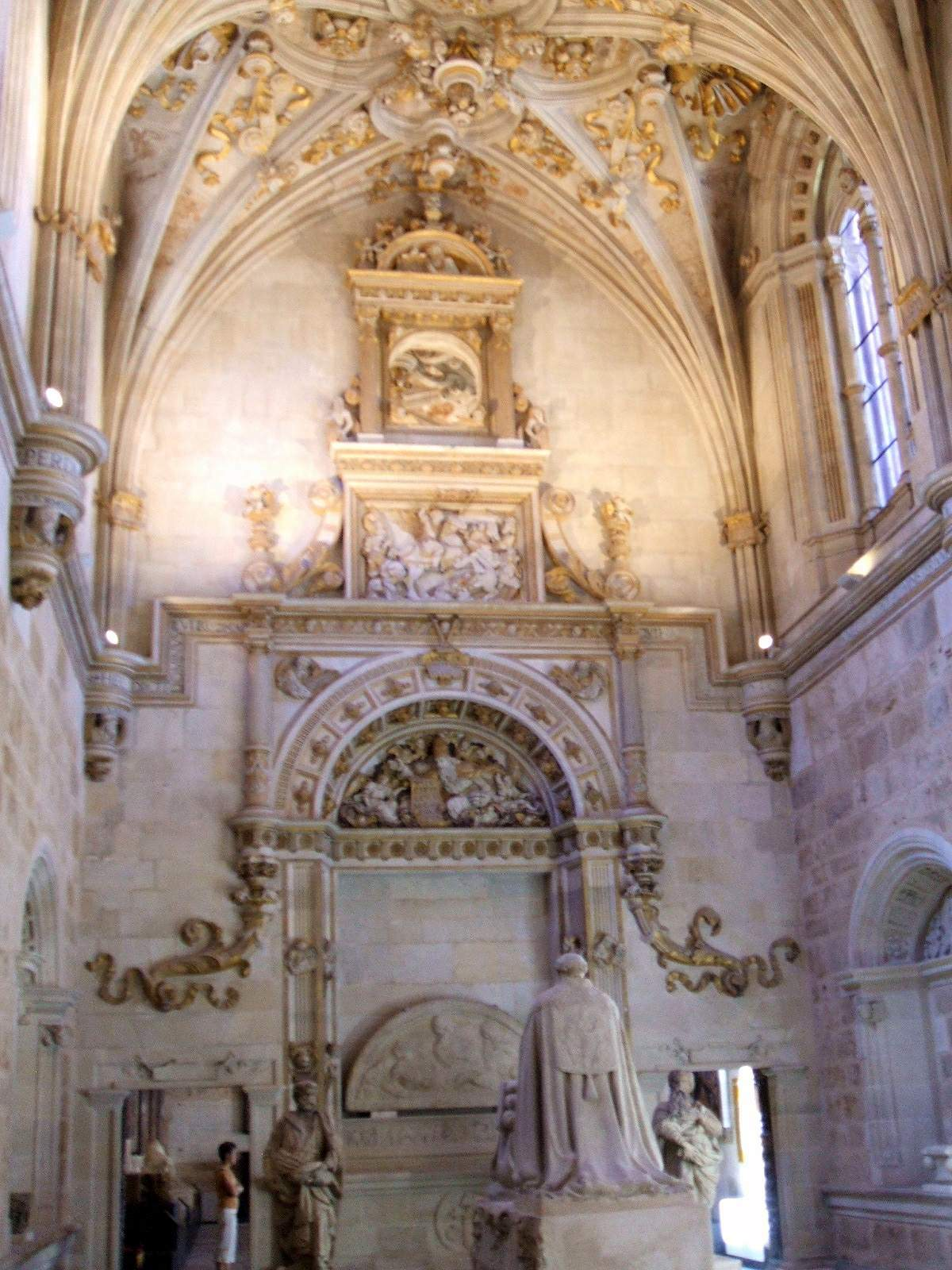
Aspecto de la antigua sacristía de la iglesia, con el sepulcro del Obispo Juan Quiñones de Guzmán.

### El primitivo hospital de peregrinos
Los orígenes de este edificio se encuentran en el siglo XII, cuando en tiempos de Alfonso VII de León, su hermana, la infanta Sancha Raimúndez, en julio de 1152 realizó una donación destinada a la construcción de un modesto edificio a las afueras de la ciudad amurallada y a orillas del río Bernesga, en el cual pudieran hospedarse «los pobres de Cristo», convirtiéndose así en un templo-hospital para refugio de los peregrinos que realizaban el Camino de Santiago. Asimismo, el edificio fue la residencia principal en el reino de León de la Orden de Santiago. En 1176 fue elegido el primer prior, y en 1184 recibió sepultura en su iglesia, Pedro Fernández de Castro, el primer maestre de la Orden de Santiago.

### Historia de la construcción
En el siglo XVI, el edificio medieval se hallaba en mal estado, por lo que se derribó y se realizó una nueva obra gracias a una donación de Fernando el Católico en 1514. Los arquitectos designados para esta obra fueron: Juan de Orozco (iglesia), Martín de Villarreal (fachada) y Juan de Badajoz el Mozo (claustro y sacristía). Sin embargo, hasta bien entrado el reinado de Carlos I no se inició la nueva obra. Se sabe que en 1537 se construyó el lienzo de la fachada principal del convento desde la entrada hasta la iglesia, que fue consagrada en 1541. En los años siguientes, Orozco construye las esculturas de la fachada, se realiza el coro, y en 1549, Juan de Badajoz terminó la sacristía, en cuyo interior se emplaza actualmente el sepulcro, con estatua orante, del Obispo Juan Quiñones de Guzmán, obra escultórica atribuida a Esteban Jordán. Los trabajos fueron suspendidos en 1566 por el traslado de la comunidad a Calera y luego a Mérida, pero el regreso de los frailes a San Marcos en 1602 dio impulso a la continuación de la obra. En 1615 se construyó la escalera y en 1679 se concluye la parte del claustro que aún faltaba. Finalmente, entre 1711 y 1715 se realiza una gran ampliación del edificio, levantándose otro lienzo que va desde la entrada principal hacia el río, hasta rematar en la torre palaciega. Este nuevo lienzo imita perfectamente el construido en el siglo XVI, no notándose apenas diferencia artística entre ambas mitades de la fachada.

## Descripción

### La fachada
“Nada puede sobrepasar la belleza de los arabescos y demás ornamentos de la fachada de San Marcos”.
Samuel Edward Cook Widdrington, capitán de navío de la Royal Navy. Sketches in Spain. 1829.

Como ya se ha dicho, es uno de los monumentos más importantes del Renacimiento español. Su fachada es una perla del plateresco. Es de un solo lienzo con muro de dos cuerpos y dos pisos, rematado en crestería calada y candeleros. El primer cuerpo posee ventanas de medio punto y pilastras platerescas, el segundo balcones y columnas con balaustradas. En el zócalo se presenta medallones con personajes greco-latinos y de la Historia de España (Hércules, Príamo, Héctor, Alejandro Magno, Aníbal, Julio César, Trajano, Judith, Lucrecia, Isabel la Católica, Carlomagno, Bernardo del Carpio, el Cid, Fernando el Católico, Carlos I y Felipe II). En el sobrezócalo se representan cabezas de ángeles. La torre palaciega se construyó del 1711 al 1714. Está decorada con la cruz de Santiago y un León y presenta cuatro frisos con entablamento.
La portada y entrada principal tiene dos cuerpos más peineta de estilo plateresco, aunque en el siglo XVIII se añadieron elementos barrocos. En el primer cuerpo hay un gran arco de medio punto con roseta e intradós decorado. La clave es de tipo exaltado representando a San Marcos. Hay medallones con inscripciones bíblicas y un altorrelieve de Santiago triunfante en la batalla de Clavijo. Posee un vano de estilo barroco, con el escudo de armas de Santiago y los del Reino de León. En la peineta están representados el Escudo de armas reales y una estatua de la Fama, obra de Valladolid. Arriba hay un óculo en forma de rosetón coronando la portada.

### El claustro
El claustro se divide en dos tramos del siglo XVI, obra de Juan de Badajoz el Mozo, en uno de los tramos hay un bajorrelieve obra de Juan de Juni, representando un Nacimiento. Los otros dos tramos son de los siglos XVII y XVIII. 

### La iglesia
La iglesia es de estilo gótico hispano tardío, llamado «Reyes Católicos». La portada está flanqueada por dos torres inacabadas y entre ellas una gran bóveda de crucería. Destacan dos hornacinas, una en cada torre, y en una de ellas se encuentra grabada la fecha de terminación de la iglesia: 3 de junio de 1541. Están representados dos relieves: Calvario con Cruz y Descendimiento de Juan de Juni. El interior presenta una amplia y espaciosa nave, con crucero separado por rejería. En el retablo mayor son destacables: Apostolado y la Anunciación (siglo XVIII).
En cuanto al coro, obra que influenció en gran medida el coro de la Catedral de Orense, la parte baja es obra de Guillermo Doncel (siglo XVI), el resto del coro es obra de Juan de Juni.
Actualmente, este edificio tiene tres usos:
- Parador Nacional con categoría 5 estrellas. Este uso se le da desde 1964. El interior del parador de turismo dispone de gran cantidad de muestras artísticas. Pinturas de la escuela flamenca, tallas de madera, muebles recuperados de iglesias y casonas derruidas, tapices, bargueños y obras de época y de artistas contemporáneos como Lucio Muñoz, Vela Zanetti, Agustín Redondela, Álvaro Delgado Ramos, Ricardo Macarrón y Joaquín Vaquero Turcios.
- Iglesia consagrada desde 1541.
- Anexo monumental del Museo de León. Desde 1845 (abierto en 1869) fue sede de ese Museo y desde 2007 en que se trasladó su sede principal, sus salas acogen un museo monográfico dedicado a explicar el monumento con obras del propio convento.

## Usos del edificio
La historia del edificio ha sido muy convulsa, teniendo un gran número de usos a lo largo de su historia, principalmente tras la supresión de su uso como convento en 1836, destacando los siguientes:
- Prisión: Uno de sus «residentes» más ilustres fue Francisco de Quevedo, el cual fue recluido aquí por orden del Conde-Duque de Olivares durante casi cuatro años, entre 1639 y 1643. De su reclusión escribió: «de rigurosísima prisión, enfermo de tres heridas, que con los fríos y la vecindad de un río que tengo por cabecera, se me han cancerado, y por falta de cirujano, no sin piedad, me han visto cauterizar con mis manos; tan pobre que de limosnas me han abrigado y entretenido la vida. El horror de mis trabajos ha espantado a todos». En su reclusión trabajó en sus obras: «Vida de San Pablo», «Constancia y paciencia del Santo Job» y la «Providencia de Dios».
- Museo provincial de León
- Instituto de Segunda Enseñanza.
- Casa de misioneros y corrección de eclesiásticos.
- Escuela de veterinaria.
- Casa de misiones de la compañía de Jesús.
- Hospital penitenciario.
- «Depósito de sementales».
- Casa central de estudios de los Padres Escolapios.
- Oficinas del Estado Mayor del Séptimo Cuerpo del Ejército.
- Prisión militar.

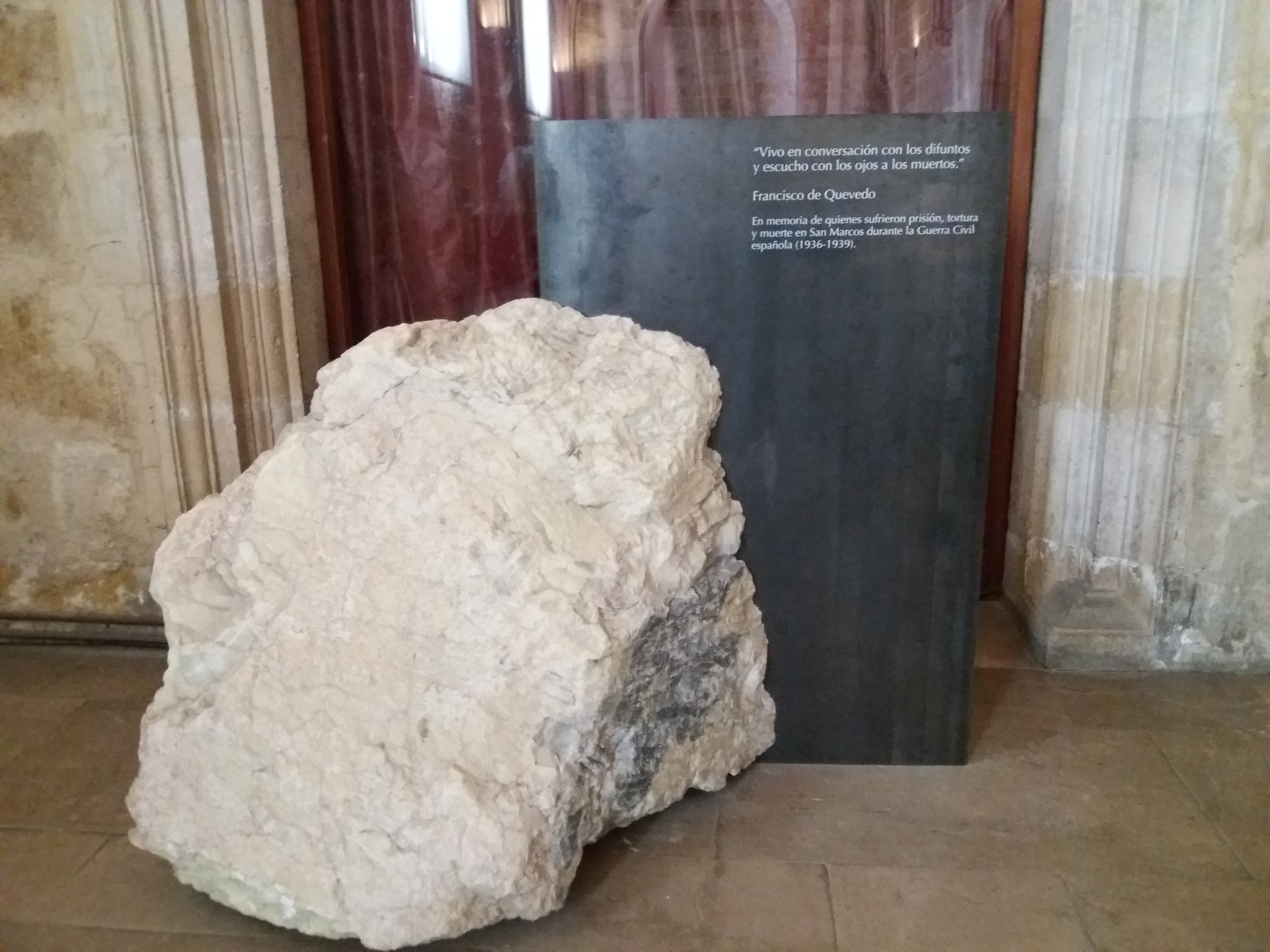
Memorial por los represaliados en el campo de concentración de San Marcos.

- Campo de concentración de prisioneros republicanos durante la Guerra Civil (desde el 25 de julio de 1936) y la posguerra. Entre 1936 y 1940 fue uno de los establecimientos represivos más severos y saturados de la España franquista, alcanzando una población reclusa de 6700 hombres. Fue el símbolo de la represión en León y parte de España y se cobró 791 fusilados, 1563 paseados y 598 sin asignar (ejecutados, paseados, muertos en los campos, etc.), además de 15 860 prisioneros políticos distribuidos por campos y prisiones leonesas y nacionales.[2] Gabriel Montserrate Muñoz, superviviente de San Marcos, declaró: «Cuando venía la furgoneta que recogía los cadáveres, pasaba por la enfermería y se llevaba a los más graves; aunque estuvieran vivos los echaban al montón».[3] Además, como en muchos campos de estas características, se llevaba a cabo una represión ideológica (dirigida por el padre Arsenio Cantero, jesuita, y auxiliado por padres capuchinos, agustinos y varios sacerdotes),[4] con misas ejemplarizantes y obligatorias. En junio de 1939 se entregó a los internados un panfleto en el que, tras presentar el campo como "un redil más o menos cómodo", se terminaba explicando el por qué los "españoles" habían ido a la guerra contra los "rojos": «Ellos querían el matrimonio sólo civil, el divorcio y aun el amor libre. Nuestros soldados lucharon por la institución Familia Cristiana. Y nuestros soldados han vencido.»[5] Por aquí pasaron, entre otros, el escritor Victoriano Crémer y el que fuera seleccionador de la Selección Española de Fútbol Joaquín Heredia, este último sacado y asesinado extrajudicialmente.[6] En 2007 el Museo de León instaló en una de sus salas un monolito recordando el uso de este campo y dedicado a las víctimas. En 2020 la ARMH solicitó a Patrimonio Nacional la “colocación de una placa que recuerde la historia de las miles de personas que pasaron por sus instalaciones, detenidas ilegalmente por el franquismo, muchas de las cuales fueron torturadas o sacadas de allí para ser asesinadas”.[7][8] Al año siguiente, la misma asociación promovió la instalación de un monolito en la plaza de San Marcos.[9]
- Cuartel de caballería.
- Diputación.
- Diócesis.
- Ministerio de Guerra, Hacienda o Educación.

Incluso en 1875 el Ayuntamiento trató de derribarlo, destino del que por suerte se libró; no así otras edificaciones singulares de la ciudad, que sí fueron derruidas.[cita requerida]